# Odontobatrachus smithi
Odontobatrachus smithi es una especie de anfibio anuro de la familia Odontobatrachidae.

## Distribución geográfica
Esta especie es endémica de Guinea. Se encuentra en Fouta-Djalon y en Kindia entre los 100 y 650 m sobre el nivel del mar.

## Descripción
Los machos miden de 40.1 a 60.4 mm y las hembras de 48.7 a 61.9 mm.

## Etimología
Esta especie lleva el nombre en honor del comandante Frederick Smith (1858-?) del cuerpo médico del ejército real.

## Publicación original
- Barej, Schmitz, Penner, Doumbia, Sandberger-Loua, Hirschfeld, Brede, Emmrich, Kouamé, Hillers, Gonwouo, Nopper, Adeba, Bangoura, Gage, Anderson & Rödel, 2015 : Life in the spray zone – overlooked diversity in West African torrent-frogs (Anura, Odontobatrachidae, Odontobatrachus). Zoosystematics and Evolution, vol. 91, n.º 2, p. 115–149[3]